# Epifiza
Epifiza (łac. epiphysis, l. mn. epiphyses) – element anatomiczny odnóży niektórych motyli.
Epifiza ma postać blaszkowatej ostrogi lub wyrostka. Położona jest na wewnętrznej powierzchni goleni przednich odnóży. Wyposażona jest w grupę gęstych, szczoteczkowatych szczecinek. Narząd ten to prawdopodobnie przekształcona szczecinka. Służy on do czyszczenia czułków. Motyl wkłada czułek za epifizę i przeciąga go czyszcząc w ten sposób.
U niektórych niesobkowatych (Hepialidae) epifiza ma formę płaskiej, stosunkowo szerokiej łuski. U piórolotkowatych ma ona postać pazurkowatego wyrostka na dystalnej części golenia.